# Rejon hlibocki
Rejon hlibocki – dawna jednostka administracyjna w składzie obwodu czerniowieckiego Ukrainy.
Rejon miał powierzchnię 673 km² i liczył około 70 tysięcy mieszkańców. Siedzibą władz rejonu było osiedle typu miejskiego Hliboka. W wyniku reformy administracyjno-terytorialnej 19 lipca 2020 roku obszar rejonu wszedł w skład rejonu czerniowieckiego.
Na terenie rejonu znajdowała się 1 osiedlowa rada i 24 silskie rady, obejmujące w sumie 37 miejscowości.

## Spis miejscowości
- (Багринівка)
- (Біла Криниця)
- (Чагор)
- (Червона Діброва)
- Czerepkowce[2] (Черепківці)
- (Димка)
- Dolne Synowce[2] (Нижні Синівці)
- (Горбівці)
- (Грушевка)
- Hliboka (Глибока)
- (Йорданешти)
- Karapcziw[3] (Карапчів)
- (Коровія)
- Korcziwci (Корчівці)
- Koźmin (Валя Кузьмина)
- (Купка)
- (Кут)
- Kamionka (Кам'янка)
- (Луковиця)
- (Михайлівка)
- (Молодія)
- Nowyj Wowczynec[4]   (Новий Вовчинець)
- Opryszeny[2] (Опришени)
- (Петричанка)
- (Поляна)
- (Привороки)
- (Просіка)
- (Просокиряни)
- (Слободка)
- Stanowce[2] (Становці)
- Staryj Wowczynec[4] (Старий Вовчинець)
- (Стерче)
- (Сучевени)
- Synowce Górne[2] (Верхні Синівці)
- Tereszeny[2]  (Тарашани)
- Tereblecze (Тереблече)
- (Турятка)
- (Волока)